# Bakinjaw
Bakinjaw  (ou Bakingjaw, Kakingjaw, Bakinjo) est une localité du Cameroun située dans le département du Manyu et la Région du Sud-Ouest, à proximité de la frontière avec le Nigeria. Elle fait partie de la commune d'Akwaya et du canton de Messaga Ekol.

## Histoire
Le 26 juin 2022 a eu lieu un massacre mené par des hommes armés contre les populations Messaga Ekol dans le contexte de la crise anglophone au Cameroun et dans le contexte de violences intercommunautaires.

## Population
La localité comptait 498 habitants en 1953, puis 883 en 1967, des Messaga Ekol.
Lors du recensement de 2005, on y a dénombré 4 326 personnes.